# Bertha Wehnert-Beckmann
Bertha Beckmann, även känd som Bertha Wehnert-Beckmann, född 25 januari 1815 i Cottbus, död 6 december 1901 i Leipzig, var en tysk fotograf. Hon var Tysklands första kvinnliga yrkesfotograf, och var troligen även världens första kvinnliga yrkesfotograf, samtida med Franziska Möllinger, Brita Sofia Hesselius och Geneviève Élisabeth Disdéri.  
Bertha Beckmann föddes i Cottbus och arbetade som hårfrisörska i Dresden. Hon gifte sig med fotografen Eduard Wehnert (1811–1847), som undervisade henne i daguerrotypisk fotografikonst. Paret öppnade år 1843 en fotoateljé i Leipzig, där hon var verksam i yrket vid makens sida redan från början och därmed blev Tysklands första kvinna i yrket. Hon övertog ateljén i eget namn vid makens död 1847. Hon vistades 1849–51 i USA där hon öppnade flera ateljéer. Hon återvände 1851 till Leipzig, där hon arbetade fram till att hon avslutade sin karriär år 1883. 